# Papism
Papism är en protestantisk, gammaldags benämning på romersk katolicism. Termen användes under reformationen i England som en benämning på de som höll fast vid påvens överhöghet över kyrkan. Enligt SAOB skrev Olaus Petri om papister i Sverige 1528. Ordet kommer ursprungligen från latinets papa, vilket betyder just påve. Ett adjektiv som ofta nämns parallellt med papist "påvisk".
Benämningen används emellanåt i svenska medier, men den brukas särskilt flitigt i antikatolska kretsar till exempel på Nordirland och i USA. Termen kan även användas inom katolska kretsar, och även där har den en negativ innebörd. Det betyder då en irrationell tilltro till påven, och speciellt som person. När det används i svenska språket inom katolska kretsar sker det dock vanligtvis i skämtsam ton, många kan ironiskt kalla sig papister även i mötet med icke-katoliker. 
Begreppet är inte längre vanligt i seriöst menade texter, men används ibland i folkmun.